# Bethlehem, Connecticut
Bethlehem är en kommun (town) i Litchfield County i delstaten Connecticut, USA med cirka 3 422 invånare (2000).